# NGC 1049
NGC 1049 je kulová hvězdokupa v souhvězdí Pece. Nachází se blízko trpasličí galaxie Fornax, k níž náleží. Od Země je vzdálena 630 000 světelných let, její hvězdná velikost je 12,9 mag. Objevil ji 19. října 1835 John Herschel.